# 快步車隊
快步車隊（UCI隊伍代碼：SOQ）是來自比利時的職業單車隊，參加UCI世界巡迴賽。車隊以擅長經典單日賽聞名，在當家明星車手汤姆·布南 帶領下，車隊曾嬴得五屆巴黎–魯貝、五屆環法蘭德斯賽及兩屆米蘭–聖雷莫等重要的經典賽。世界公路單車錦標賽方面，快步車隊旗下車手曾四次奪得公路賽世界冠軍，包括 保罗·贝蒂尼 兩次、Tom Boonen 及 米哈乌·克维亚特科夫斯基，而邁克爾·羅傑和托尼·馬丁則合共奪得五次個人計時賽世界冠軍。
快步车队的长期冠名赞助方为比利时地板制造商Unilin旗下的子品牌“快步”（Quick-Step），Unilin于2005年被美国地板制造商莫霍克工业公司收购。

## 外部連結
- 官方网站
- 快步車隊的Facebook專頁
- 快步車隊的X（前Twitter）